# Zopherus
O zopherus é um género de besouros coleoperos endêmicos da America Latina e dos Estados Unidos.

## Caracteristicas
Os zopherus possuem uma forma cilíndrica e alongada. Também possuem as asas mesotorácicas grudadas ao abdome (característica que permitiu sua criação ao longo do Golfo do México como joia viva).

## Distribuição geográfica
Os zopherus são encontrados da Venezuela até o sul dos Estados Unidos, porem é mais famosamente conhecido na Cidade do México.

## Especies
São no total 19 espécies classificadas deste género:
{{
- Zopherus chilensis Gray, 1832
- Zopherus nervosus Solier, 1841
- Zopherus nodulosus Solier, 1841
- Zopherus jourdani Sallé, 1849
- Zopherus jansoni Champion, 1884
- Zopherus mexicanus Gray, 1832
- Zopherus angulicollis Champion, 1884
- Zopherus laevicollis Colier, 1841
- Zopherus xestus Triplehorn, 1972
- Zopherus solieri Triplehorn, 1972
- Zopherus championi Triplehorn, 1972
- Zopherus tristis LeConte, 1851
- Zopherus concolor LeConte, 1851
- Zopherus gracilis Horn, 1867
- Zopherus uteanus (Casey, 1907)
- Zopherus granicollis Horn, 1885
- Zopherus opacus Horn, 1867
- Zopherus elegans Horn, 1870
- Zopherus sanctaehelenae (Blaisdell, 1931)

}}
Também existem outras 26 espécies em processo de discurção:
{{
- Zopherus aequalis
- Zopherus californicus
- Zopherus caudalis
- Zopherus compactus
- Zopherus costaricensis
- Zopherus elongatus
- Zopherus geminatus
- Zopherus guttulatus
- Zopherus incrustans
- Zopherus induratus
- Zopherus limbatus
- Zopherus luctuosus
- Zopherus lugubris
- Zopherus marmoratus
- Zopherus mormon
- Zopherus morosus
- Zopherus otiosus
- Zopherus parvicollis
- Zopherus prominens
- Zopherus prudenni
- Zopherus pudens
- Zopherus tuberculatus
- Zopherus variabilis
- Zopherus venosus
- Zopherus ventriosus
- Zopherus woodgatei

}}